# Ot Azoj Klezmerband
OT AZOJ is in 1994 opgericht als klezmerband. De band verwierf bekendheid door optredens op festivals als Lowlands, Oerol Festival, Festival Mundial en Sail Amsterdam. 
Ook speelden ze onder andere in Berlijn, Bremen, Buenos Aires, Zürich, Brussel, Krakow, Toronto en Guatemala. Ot Azoj speelde diverse theaterconcerten en produceerde tien albums op cd.
De band is opgericht door tubaspeelster Adrine Pool. Het hart van de band werd jarenlang gevormd door Joris van Beek (viool), Karin Kranenborg (saxofoon), Tjalling Smittenberg (klarinet, later Casper Terra) en Rene Gosse (percussie, later Ulas Aksunger). Er hebben vele accordeonisten in de band gespeeld, onder anderen Nicolaas Duin en Wilco Oomkes. 

## Discografie
| Cd album                                    | Jaar | Label          |
| ------------------------------------------- | ---- | -------------- |
| Dza Dza Dzum                                | 2016 | AAC Records    |
| Molvania! (Maxi single)                     | 2009 | Chamsa Records |
| Express Orient                              | 2007 | Chamsa Records |
| Zets!                                       | 2003 | Oreade Music   |
| Klezmer fon Kishinev                        | 2001 | Oreade Music   |
| 6-5 Dutch Klezmer Band (samen met Di Gojim) | 2001 | Syncoop        |
| Ot Azoj Live                                | 2000 | Oreade Music   |
| Channukah                                   | 1998 | Oreade Music   |
| The Heart of Klezmer                        | 1997 | Oreade Music   |
| Ot Azoj Live in Rondeel                     | 1996 | Planmaster     |